# Sariputta
Sāriputta (Pali voor 'de zoon van Sāri'; Sanskriet: Śāriputra) was een van de twee voornaamste discipelen van de Boeddha, samen met Maha Moggallana.
Zijn eigenlijke naam was Upatissa (naar het dorpje waar hij geboren werd), maar hij stond bekend onder de naam die hij kreeg toen hij een discipel van de Boeddha werd: Sāriputta. Sariputta was zachtaardig, geduldig en vriendelijk van karakter, en besteedde veel aandacht aan het verzorgen van zieke bhikkhus. Hij was de discipel die het voornaamst was in wijsheid, bijna tot het niveau van de Boeddha zelf. Zijn beheersing van en bekwaamheid in de eerste vijf van de zes bovennatuurlijke krachten waren echter niet hoog, zo kon hij bijvoorbeeld geen gedachtelezen en had hij ook geen magische krachten; deze waren de specialiteit van zijn beste vriend Maha Mogallana.
Sariputta was eerst, samen met zijn jeugdvriend Maha Moggallana, een monnik in een andere traditie, die van Sañjaya. Zij waren echter ontevreden met zijn leer en spraken met elkaar af dat wanneer een van hen de ware leer tegenkwam, hij het de ander zou vertellen. Op een dag liep Sariputta in de stad Rajagaha in Noord-India, en zag daar de monnik Assaji lopen, die een zeer serene indruk op hem maakte en zichzelf voorbeeldig gedroeg. Hij ging naar hem toe en vroeg hem wie zijn leraar was en wat de leer van zijn leraar was. Het antwoord dat Assaji hierop gaf is nu een van de meest beroemde verzen in het boeddhisme:
Van alle dingen die door een oorzaak ontstaan,
De Tathagata (Boeddha) heeft de oorzaak ervan uiteengezet;
En hoe ze tot hun einde komen, dat vertelt hij ook,
Dit is de leer van de Grote Hermiet.
Toen Sariputta dit hoorde, begreep hij de Dhamma en werd ter plekke een Sotapanna, een heilige. Hij vertelde Moggallana wat er gebeurd was, en gezamenlijk gingen ze naar de Boeddha, die hen bij aankomst al herkende als zijn (toekomstige) twee voornaamste discipelen. Een maand later werd Sariputta een Arahant, een volledig verlichte, terwijl hij naar een toespraak van de Boeddha luisterde en achter de Boeddha stond om hem koele lucht toe te zwaaien.
In zijn verdere leven hielp Sariputta met het onderwijzen van andere (nieuwe) monniken, en hielp ook de monastische Sangha op diverse manieren, door verschillende functies op zich te nemen. Hij stond onder andere bekend als een monnik die veel aandacht besteedde aan het verzorgen van zieke monniken. Sariputta betuigde zijn hele leven dagelijks respect aan Assaji omdat Assaji zijn eerste leraar was. Wanneer de Boeddha niet bereikbaar was, werden Sariputta en Mogallana gezien als zijn vertegenwoordigers.
Verschillende toespraken (suttas) van Sariputta zijn opgenomen in het Pali Canon. Sariputta stierf kort voor het overlijden van de Boeddha.

## Karakterbeschrijving
Ananda, de persoonlijke assistent van de Boeddha, prees Sariputta met de volgende woorden:
"Geleerd, O Heer, is de eerwaarde Sariputta; uitgerust met veel wijsheid, O Heer, is de eerwaarde Sariputta. Met brede, schitterende, snelle, kwieke en penetrerende wijsheid is de eerwaarde Sariputta uitgerust; hij heeft weinig wensen en is tevreden, geneigd naar afzondering, niet verzot op gezelschap, energiek, eloquent, bereid te luisteren, een instructeur die het kwade verwerpt."
-- Uit de Susima Sutta --

## Familie
Sariputta had 3 broers (Cunda, Upasena en Revata) en 3 zussen (Cala, Upacala en Sisupacala). Zij werden allen ook monnik of non, en behaalden ook allen het Arahantschap.
Sariputtas moeder Sāri had echter een vijandige houding tegenover de Boeddha, en beledigde Sariputta soms wanneer hij op bezoek kwam. Pas aan het einde van haar leven veranderde ze haar houding tegenover de Boeddha en zijn leer, en werd een Sotapanna.

## Sariputta in het Mahayana
Sommige suttas in het Mahayana beschrijven Sāriputta als iemand die de leer niet begrijpt en foute antwoorden geeft op vragen van de Boeddha. Deze suttas zijn echter van latere datum en niet van de Boeddha zelf afkomstig. Zij zijn door de vroege leiders van het Mahāyāna in circa 100 na Christus aan de originele geschriften van het boeddhisme toegevoegd met als doel om zo aan te geven dat Sāriputta een volger van het Hīnayāna (de inferieure leer) is, die de grote leer (het Mahāyāna) niet begrijpt.
In de meer originele geschriften van het Theravāda (het Pāli Canon) echter zijn er louter positieve verhalen over Sāriputta te vinden, waarin hij in het begin een student is, maar later leringen geeft en een voorbeeldfunctie uitoefent. Het Theravāda wordt vaak ten onrechte aangezien voor cq. beschouwd als het Hīnayāna (een school van het Mahāyāna).